# Jounetsu
Singles de Miliyah Katō
Dear Lonely Girl
(2005) Sotsugyō
(2006)
Jounetsu (ジョウネツ, Jōnetsu) est le 4e single de Miliyah Katō sorti sous le label Mastersix Foundation le 21 septembre 2005 au Japon. Il atteint la 11e place du classement de l'Oricon. Il se vend à 14 226 exemplaires la première semaine, et reste classé pendant 9 semaines, pour un total de 42 818 exemplaires vendus.
Jounetsu s'est inspiré de la chanson du même nom de la chanteuse UA. Jounetsu et One Day ~Yozora Remix~ Miliyah loves m-flo se trouvent sur l'album Rose et sur la compilation Best Destiny.

## Liste des titres
| 1. | Jounetsu (ジョウネツ, passion)                | Miliyah Katō, UA    | Miliyah Katō, Hirofumi Asamoto, Shingo.S | 3rd Productions     | 5:02 |
| 2. | One Day ~Yozora Remix~ Miliyah loves m-flo    | Miliyah Katō, M-Flo | Miliyah Katō, M-Flo, H.KON               | 3rd Productions     | 5:20 |
| 3. | My sorrow                                     | Miliyah Katō        | Shinichirō Murayama                      | Shinichirō Murayama | 3:34 |
| 4. | Jounetsu (ジョウネツ, passion) (take 2 Remix) | Miliyah Katō, UA    | Miliyah Katō, Hirofumi Asamoto, Shingo.S | 3rd Productions     | 4:59 |